# شوزم بلسمي
شوزم بلسمي (الاسم العلمي:Psiadia balsamica) هو نوع من النباتات يتبع جنس الشوزم من الفصيلة النجمية.